# Devil Devil
 (août 2018).
- Si vous ne connaissez pas le sujet, laissez ce bandeau (vous pouvez alors contacter les auteurs).
- Si vous supprimez le contenu mis en cause (vous pouvez préalablement contacter les auteurs),

argumentez précisément cette suppression dans la page de discussion
(un manque de référence n'est pas un argument ; une recherche réelle de référence doit avoir été effectuée, être formellement documentée).
Devil Devil (デビデビ, Debi Debi) est un shōnen manga de Yūki Miyoshi, prépublié dans le Weekly Shōnen Sunday et publié en quinze volumes par Shōgakukan; la version française est éditée par Pika Édition.

## Synopsis
Devil Devil est l'histoire de deux ennemis : le démon Sword et l'ange Ios. Lors de leur cent-unième combat, ils tombent tous deux sur Terre. Pour ne pas mourir, ils sont obligés de s'approprier le corps d'humains. Et ces humains en question sont des frères jumeaux ! Sôma, bon élève, maltraité par ses camarades, est possédé par le démon. Tandis que Kanna, chef de gang, grand pro de l'école buissonnière, se voit privé de sa personnalité au profit de celle de l'ange. Privés de leurs pouvoirs, obligés de se supporter mutuellement et de faire alliance avec des humains (ce qui gêne seulement Sword), une nouvelle vie commence pour eux. Une vie qui plaît tellement à Sword qu'il va chercher à tout prix à retrouver son véritable corps. Sword devra s'emparer de l’œuf démoniaque et capturer des âmes de démons dans l’œuf pour retrouver ses véritables pouvoirs et son apparence de démon. Une nouvelle aventure remplie d'obstacles commence pour Sword et Ios.

## Personnages
- Sword : personnage égocentrique, jaloux, intéressé, irritable, violent… Il se retrouve par la force des choses dans un corps humain au physique minable (celui de Sôma) et obligé d'affronter des démons et même Satan pour retrouver son corps. Il maîtrise la Technique des Ténèbres Occultes que lui a apprise Shiva Garland.

- Ios : personnage protecteur, généreux, désintéressé, raisonné, charismatique. Gradé au niveau d'archange, il se retrouve lui aussi dans un corps qui ne lui correspond pas du tout (celui de Kanna). Sa rivalité avec Sword ne l'empêche pas de lui sauver la mise plus d'une fois sous prétexte de protéger des humains innocents ou le corps d'emprunt de Sword. Cette rivalité finit par prendre un caractère ambigu pour ressembler de plus en plus à de l'amitié.

- Soma : binoclard, intello, souffre-douleur, trouillard et passionné par la démonologie et autres sciences occultes… avant que Sword ne prenne le contrôle de son corps. Il finira par reprendre le contrôle et il deviendra l'héritier de l'Anti-Technique des Ténèbres lors d'un séjour en Enfer. La cohabitation avec Sword est éprouvante et met sa volonté à rude épreuve, et passer de l'un à l'autre n'est jamais aisé.

- Kanna : propriétaire du corps d'emprunt d'Ios, le fait qu'Ios soit un ange lui permet de reprendre le contrôle de son corps plus facilement afin d'utiliser les pouvoirs de l'ange d'une autre façon quand ils sont impuissants. Dans ce cas les ailes blanches de l'ange deviennent des ailes noires d'ange déchu (parce que Kanna est plutôt du genre rebelle). Dans son état normal, Kanna est un rebelle, motard, violent et narcissique, une personnalité qui le rend finalement très proche de Sword et qui l'aide à mieux le comprendre. C'est en partie grâce à lui que la haine que Ios et Sword se portent se change lentement en amitié.

- Nanami : amie d'enfance de Kanna et Soma, ignorant l'existence d'Ios et Sword, elle croit comme tout le monde que ses deux amis sont justes amnésiques, ce qu'elle déplore (surtout pour Soma qui est soudain devenu prétentieux et pervers). Elle a toujours protégé Soma et possède une grande autorité sur Sword car le corps de Soma refuse de lui tenir tête. Il lui arrive d'être jalouse des filles proches de Sword. Malgré elle, elle s'attache à Sword et finit par tenir beaucoup à lui, mais on ne sait pas si elle est amoureuse de lui ou si c'est juste de l'amitié profonde.

- Batcat : démon aux traits d'un chat ayant des ailes de chauve-souris (d'où son nom), le Batcat se débrouille pour se faire adopter par le père de Soma et Kanna afin de surveiller Sword sous les ordres de Shiva Garland. Les humains l'appellent "Nana". Ce démon inférieur est très faible et est obligé de recourir à de multiples stratagèmes pour tenter de récupérer l'œuf démoniaque qui s'est placé dans la main de Sword au début du manga. Il est tellement attaché à son maître Shiva Garland que celui-ci le considère "trop gentil pour être un démon". Il devient très attaché à Sword et les autres personnages et essaie de les aider à plusieurs reprises par la suite.

- Shiva Garland : meilleur ami de Sword malgré leur différence de rang, c'est lui qu'il l'a initié aux Ténèbres Occultes, ce qui lui vaudra d'être renié par son propre professeur et ami Jill Herb. Il protègera Sword et sera presque tué par Satan, mais reviendra à la vie lorsque l'équipage du Soul Guardian connectera son corps à la source d'énergie du vaisseau. Great Satan est persuadé que Sword a besoin d'absorber l'âme de Shiva pour vaincre Satan, ce que Sword refusera de faire pour vaincre le puissant démon par ses propres moyens.

- Satan : fils de Great Satan, maître tyrannique des enfers, il a pendant un temps souhaité la paix entre l'enfer, la Terre et le paradis mais à la suite de sa défaite contre Dieu, il a ressuscité avec un comportement tout à fait différent. Il cherche à récupérer les 13 fragments de son âme (éparpillés sur Terre durant son combat contre Dieu) afin de provoquer l'Apocalypse. Il est né avec deux âmes, mais la suite révèle la fin de la série. Il est suffisamment puissant pour invoquer un Dragon, et possède une forteresse géante, la Géhenne, à la force de frappe qui semble illimitée. Il a un alter ego, Shadow Face, qu'il utilise pour voler plusieurs fragments sous le nez de Sword et ses amis pour les envoyer aux Généraux Infernaux.

- Great Satan : père de Satan et ancien maître des enfers, il possède un pouvoir immense capable de faire apparaître des portails temporels. Il permettra à Ios d'obtenir un nouveau sabre après que le sien se soit brisé contre des démons particulièrement puissants, les quatre Généraux Infernaux. Il n'a aucun remords à l'idée de voir mourir son fils et en fait même une priorité, même si son âge l'a grandement affaibli.

- Mizuno Yakumi : c'est une exorciste qui exorcise les démons grâce à une croix et le livre des démons, un recueil qui renferme le nom de tous ces derniers. Le nom de Sword n'y figure pas car il a été banni par l'enfer, faisant qu'elle ne peut pas l'exorciser. Elle renoncera définitivement de l'exorciser plus tard en disant que bien que Sword soit un démon, il n'est pas vraiment méchant. C'est chez son grand-père que Sword trouvera le Devil Spawn l'œuf démoniaque, qui lui permettra d'absorber les âmes des démons et particulièrement celle de Satan, assez puissante pour lui rendre son corps. Mizuno est secrètement amoureuse de Sword, mais comme elle pense qu'il est heureux avec Nanami, elle ne lui a jamais révélé.

- Garvera : c'est une démone qui a été envoyée par Shiva Garland afin de tuer Sword. Après l'avoir vaincue, Sword refuse de la tuer car il n'aime pas tuer les femmes et elle renonce aussi à le tuer et décide de rester sur terre au lieu d'aller faire face à la colère de Shiva en enfer. Elle trouvera refuge chez Mizuno Yakumi.

- Shekil : c'est un puissant archange qui a été envoyé par Dieu pour convaincre Ios de retourner au paradis afin de retrouver son corps et ceci même si l'âme de Kanna doit être détruite. Il voue une admiration sans faille à Ios. Il sera obligé de se réfugier chez Ios et ses amis après avoir trahi la prétendue volonté de Dieu, un secret qui sera juste révélé à la fin de la série. Est-ce la vraie volonté de Dieu ? ou juste un piège pour piéger Sword et Ios ?

- Sharo : c'est la fille de Satan le maître des enfers et la petite-fille de Great Satan le père de Satan. Elle loge sur le Soul Guardian, un vaisseau où tous les démons se réfugient après avoir trahi la volonté de Satan ou l'avoir défié. Elle est le maître de ce vaisseau avec great Satan. Elle éprouve des sentiments non partagés pour Sword et souhaite l'épouser. Elle tentera de lui forcer la main à plusieurs reprises. Ses yeux possèdent le pouvoir de figer complètement son environnement et de contrôler des personnes.

- Vishnu Garland : il est le frère jumeau de Shiva, il se fait passer pour lui en imitant son style vestimentaire. Il porte le titre de Sentinelle du Soul Guardian. Sa technique Death Crimson est très puissante et permettra de neutraliser Doom, le Dragon de Grès.
- Basil Hornet: Premier des quatre Généraux Infernaux, son élément est l'eau. Comme Sword, il possède un œuf démoniaque pour ramener les 13 fragments de l'âme de Satan en enfer et permettre la résurrection de Satan. C'est après un premier "round" contre Sword qu'il comprendra que la volonté de vivre peut rendre quelqu'un beaucoup plus puissant qu'il ne l'est déjà.
- Fennel Cardi: Maîtresse du feu, elle est directe et franche. Elle ira même jusqu'à se sentir insultée lorsque Soma, qui possède alors le corps, la vaincra à l'aide de l'Anti-Technique des Ténèbres. Elle est la première à comprendre pourquoi Sword est aussi puissant: parce qu'il cherche à vivre, alors que les Généraux Infernaux se contentent d'accomplir leur mission.
- Gallam Harness: Maître de l'Argile. Il utilise le pouvoir du Nécronomicon pour donner une vie propre à chacun de ses membres, au point que son corps obéisse à sa volonté même après qu'il a été décapité. Il souhaite vivre avant tout et ne comprend pas sa mission. Il essaiera de trahir Basil Hornet et de récupérer tous les fragments pour lui, mais sans succès.
- Deel Faust: Maître du vents. Il est le plus faible des quatre Généraux Infernaux. Gallam le manipulera assez longtemps avant de l'absorber pour profiter de ses pouvoirs. Il se séparera de Gallam lorsque Fennel s'adressera directement à lui en parlant à Gallam. Il est très enfantin et facile à tromper. Il est accompagné à un moment par deux acolytes, Vent rouge et Vent bleu, deux démons inférieurs qui l'aident dans sa mission.
- Ranpû: Un jeune exorciste avec un passé très obscur. Sa jeune sœur est dans le coma. Il utilise une ombrelle qui contient trois démons inférieurs, qu'il utilise pour condamner les pouvoirs des démons et les empêcher de s'en servir.
- Jill Herb: Ce démon très puissant était le maître de Shiva Garland, et l'a renié lorsqu'il a formé Sword à la maîtrise de la Techniques des Ténèbres. Il a mis autrefois au point une technique redoutable contre les démons, qu'ils soient des démons majeurs ou mineurs: l'Anti-technique des Ténèbres. Dans sa jeunesse, il était parmi les démons les plus puissants qui soient. Depuis sa mort, son esprit réside dans la Tour de la Terreur, une tour remplie de pièges et d'épreuves destinées à tester la détermination des visiteurs à acquérir une telle technique. Il est à noter que seuls ceux qui ont le cœur pur peuvent apprendre une telle technique, ce qui oblige Sword, alors très affaibli, à laisser Soma gravir la tour sans l'aider. Ce n'est qu'en frôlant la mort que Soma parvient à maîtriser cette technique très puissante qui lui permettra d'affronter Fennel Cardi à armes égales.

### Documentation
- Philippe Karakasyan, « Ennemi Mine », BoDoï, no 62,‎ avril 2003, p. 15.